# AMD Software
AMD Software (anteriormente conhecido como Radeon Software) é um pacote de driver de dispositivo e software utilitário para placas de vídeo e APUs Radeon da AMD. Sua interface gráfica de usuário é construída com Qt e é compatível com distribuições Windows e Linux de 64 bits.

## Pacote de software

### Funcionalidade
O software AMD inclui o seguinte conjunto de recursos:
- Gerenciamento de perfil de jogo
- Overclocking e undervolting
- Monitoramento de desempenho
- Gravação e streaming
- Gerenciamento de vídeos capturados e capturas de tela
- Notificações de atualização de software
- Consultor de atualização

O Radeon Anti-Lag reduz a latência de entrada. Ajuda quando a GPU está causando gargalos na CPU e é compatível com DirectX 9, 11 e 12. Radeon Super Resolution é uma tecnologia de aumento de imagem semelhante à FidelityFX Super Resolution (FSR), mas não precisa ser personalizada para jogos específicos. Ele funciona em milhares de jogos, mas a AMD recomenda o uso de FSR quando disponível. O Radeon Boost também usa o upscaling de imagem para aumentar o desempenho, mas, diferentemente de outras tecnologias da AMD, ele faz isso apenas em determinados momentos, como ao mover o mouse rapidamente. Isso é interpretado como uma cena de muita ação, onde a qualidade da imagem pode diminuir temporariamente sem muito efeito perceptível. Isso só funciona em jogos suportados. O AMD Fluid Motion Frames 2 (AFMF2) gera quadros adicionais usando IA. É uma solução de nível de driver que funciona com todos os jogos. HYPR-RX habilita Radeon Anti-Lag, Boost, Super Resolution e AFMF2. Em jogos suportados, isso é feito automaticamente de acordo com as configurações do software AMD do usuário; caso contrário, requer alguma configuração no jogo. HYPR-RX requer uma GPU RDNA3.
O Radeon Chill reduz o desempenho quando os drivers AMD detectam momentos ociosos nos jogos e podem definir limites de taxa de quadros. O Smart Access Memory permite potenciais aumentos de desempenho em sistemas que usam CPUs AMD Ryzen e placas de vídeo Radeon. O Radeon Enhanced Sync reduz o efeito tearing na tela, assim como o v-sync, mas evita limitar as taxas de quadros à taxa de atualização do monitor. Isso pode reduzir o atraso de entrada associado à sincronização vertical. Isto é limitado ao DirectX 9, 10 e 12.
O AMD Link permite que os usuários transmitam conteúdo para dispositivos móveis, Smart TVs compatíveis, e outros PCs com placas de vídeo Radeon, permitindo que eles usem seus PCs e joguem neles remotamente. Ele pode ser usado tanto localmente quanto pela internet. O cliente requer um aplicativo gratuito, que está disponível no Google Play, Apple App Store e Amazon Appstore. O suporte para AMD Link foi eliminado nas versões de software AMD a partir de janeiro de 2024, citando a disponibilidade de alternativas e o foco dos recursos de desenvolvimento de drivers em outro lugar.

### História
O software era conhecido anteriormente como AMD Radeon Software, AMD Catalyst e ATI Catalyst. A AMD deixou de fornecer versões de 32 bits em outubro de 2018.

## Hardware suportado
O software AMD tem como objetivo oferecer suporte a todos os blocos de função presentes no chip de uma GPU ou APU. Além do código de instrução direcionado à renderização, isso inclui controladores de exibição, bem como seus blocos SIP para decodificação de vídeo (Unified Video Decoder (UVD)) e codificação de vídeo (Video Coding Engine (VCE)).
O driver do dispositivo também suporta AMD TrueAudio, um bloco SIP para realizar cálculos relacionados ao som.

### Produtos suportados
A AMD Software oferece suporte às seguintes linhas de produtos AMD (e tradicionais da ATI) voltadas para renderização:
- Unidades de processamento gráfico (GPUs)
- Unidades de processamento acelerado (APUs)

As seguintes linhas de produtos são provavelmente não é suportado pela AMD Software, mas sim por algum outro software, que (por exemplo) é certificado pela OpenGL:
- Linha de produtos AMD FireStream para GPGPU em supercomputadores e similares
- Linha de produtos AMD FireMV para configurações de vários monitores (obsoleta pelo AMD Eyefinity estar disponível em todos os produtos de consumo)
- Linha de produtos AMD FirePro para profissionais que exigem suporte OpenGL certificado

### Suporte a vários monitores
A partir do Catalyst 14.6, a AMD habilitou o suporte para resolução mista, permitindo a criação de um único grupo de monitores Eyefinity, onde cada monitor funciona em uma resolução diferente. A versão atual pode, no entanto, desabilitar qualquer modo de exibição adicional e alterar para uma resolução no único modo disponível. Esse recurso é possível graças à adição de dois novos modos de exibição do Eyefinity, Ajustar e Expandir, que se juntam ao modo Preenchimento tradicional. Nos modos Ajustar e Expandir, a AMD compensa as resoluções incompatíveis criando uma área de trabalho virtual com resolução diferente daquela dos monitores e, em seguida, preenchendo-a ou cortando-a conforme necessário.
Antes do Eyefinity, havia o software somente para Windows "HydraVision" (originalmente adquirido da Appian Graphics, juntamente com sua equipe de desenvolvimento), um software de gerenciamento de desktop/tela que fornecia principalmente gerenciamento de vários monitores e telas virtuais. Possui amplo suporte para teclas de atalho.

### Aceleração de vídeo
Ambos os núcleos SIP da AMD para aceleração de vídeo, o Video Coding Engine e o Unified Video Decoder, são suportados pela AMD Software.

### Aceleração de áudio
Alguns produtos AMD contêm núcleos SIP para aceleração de áudio da marca AMD TrueAudio. O suporte para este coprocessador DSP de aceleração de áudio faz parte do software AMD.
No Microsoft Windows, o suporte ao AMD TrueAudio tem o codinome "ACP" (para coprocessador de áudio) e é implementado via "serviço de usuário ACP" (amdacpusrsvc.exe), um serviço em segundo plano que ajuda a gerenciar tarefas de áudio em jogos.
No Linux, o AMD TrueAudio também tem o codinome "acp": alguns códigos sobre isso podem ser encontrados no diretório /drivers/gpu/drm/radeon dos códigos-fonte do kernel do Linux.

### Economia de energia
O software AMD inclui suporte para AMD PowerPlay, AMD PowerTune e AMD ZeroCore Power, o conjunto de tecnologias da AMD para reduzir o consumo de energia em seus produtos gráficos.

## Interfaces suportadas

### Renderização
O driver de dispositivo do software AMD oferece suporte a diversas interfaces de renderização, todas projetadas para dar aos programas do espaço do usuário, como videogames ou software CAD, acesso aos blocos SIP correspondentes.

#### Direct3D
O Direct3D 12 está disponível para GCN com versão 15.7.1 ou superior.

#### Mantle
Somente as versões do Radeon Software destinadas ao Microsoft Windows incluíam suporte para Mantle. Em 2019, a partir da versão 19.5.1, ele foi oficialmente descontinuado, em favor do DirectX 12 e do Vulkan (construído sobre o Mantle) que ganhou popularidade. Os usuários do Windows que ainda desejam usar o Mantle terão que usar uma versão mais antiga dos drivers (anterior à 19.5.1).

#### OpenGL
O OpenGL 4.5 é possível para TeraScale 2 e 3 com Radeon Software Crimson Edition Beta (versão de driver 15.30 ou superior, como Crimson Beta 16.2.1). O suporte ao OpenCL será perdido, mas poderá ser recuperado copiando os arquivos relevantes de um pacote anterior, como o Radeon Software 15.11.1 Beta. Os drivers beta não suportam HDCP.
O OpenGL 4.5 está disponível para GCN com versão 16.3 ou superior. 
A conformidade com o OpenGL 4.x requer suporte a shaders FP64. Elas são implementadas por emulação em algumas GPUs TeraScale.
O OpenGL 4.6 é suportado no driver gráfico AMD Adrenalin 18.4.1 no Windows 7 SP1, 10 versão 1803 (atualização de abril de 2018) para AMD Radeon HD 7700+, HD 8500+ e mais recentes. Lançado em abril de 2018.

#### Vulkan
O Vulkan 1.0 está disponível com o Radeon Software Crimson Edition 16.3.2 ou superior para GCN.
Vulkan 1.1 com Radeon Software Adrenalin Edition 18.3.3 ou superior.
Vulkan 1.2 com Adrenalin 20.1.2 ou superior.
Vulkan 1.3 com Adrenalin 22.1.2 ou superior. 

### Aceleração de vídeo
O driver de dispositivo do software AMD suporta diversas interfaces, todas projetadas para dar aos programas de espaço do usuário, como o software GStreamer ou HandBrake, acesso aos blocos SIP correspondentes.

### GPGPU

#### ROCm
O ROCm 6.0 foi lançado em 14 de fevereiro de 2024 e oferece suporte às placas de vídeo RX 7900 XTX, 7900 XT e 7900 GRE, além das placas de vídeo Radeon Pro W7900 e W7800. O Ubuntu 22.04 tem suporte nativo. PyTorch e ONNX Runtime podem ser usados no ROCm 6.0.

#### OpenCL
Com o Catalyst 9.12, o suporte ao OpenCL 1.0 estava disponível.
No Catalyst 10.10 o OpenCL 1.1 estava disponível.
Catalyst 12.4 suporta OpenCL 1.2.
O driver OpenCL 2.0 funciona desde 14.41 para modelos baseados em GCN. Isso também suporta versões anteriores do OpenCL.
Os chips TeraScale 2 e 3 podem usar o Nível 1.2.

#### Close to Metal
Close to Metal era uma API de baixo nível da AMD que foi abandonada em favor do OpenCL.

### Outro
API 3D estereoscópica AMD HD3D da AMD.

#### Heterogeneous System Architecture (HSA)
Com o Catalyst 14.1 HSA é possível. As unidades gráficas do processador principal AMD e as unidades da placa gráfica Radeon funcionam combinadas.

#### AMD GPU Services (AGS)
- GPUOpen : Biblioteca de serviços de GPU AMD (AGS)

#### AMD Display Library (ADL) SDK
- GPUOpen: Biblioteca AMD Display (ADL)
- SDK da Biblioteca de Exibição AMD (ADL)

## Suporte a sistemas operacionais

### Linux
As principais pilhas de software de GPU da AMD são totalmente suportadas no Linux: GPUOpen para gráficos e ROCm para computação. O GPUOpen é, na maioria das vezes, apenas um suplemento, para utilitários de software, para o conjunto de software gratuito Mesa, amplamente distribuído e disponível por padrão na maioria das distribuições Linux.
A AMD se esforça para empacotar seu próprio software para Linux, não dependendo somente de distribuições Linux. Eles fazem isso usando os scripts de shell amdgpu e amdgpu-pro e fornecem arquivos de pacotes para, por exemplo, apt e rpm.

### Microsoft Windows
| Suporte para Windows | Da versão | Última versão | Última versão | Notas |
| Suporte para Windows | Da versão | x86           | x86-64        | Notas |
| -------------------- | --------- | ------------- | ------------- | --- |
| Windows 9x           | 02.1      | 4.4/6.2       | —             | Houve alguns lançamentos posteriores para esses sistemas operacionais, incluindo uma versão do Catalyst 6.2 para Windows Me lançada em 9 de fevereiro de 2006.                                 |
| Windows 2000         | 02.1      | 6.5/7.4       | —             | As versões mais recentes do Catalyst até 7.4 funcionarão em 2000 de forma não oficial, sem nenhuma modificação; versões posteriores podem precisar de edição do arquivo .inf                   |
| Windows XP           | 02.1      | 14.4          | 14.4          | As atualizações e o suporte de drivers foram interrompidos no AMD Catalyst 14.4 para placas de vídeo com suporte até DirectX 11 em Hardware e 10.2 para placas DirectX 9.0c[carece de fontes?] |
| Windows Vista        | 7.2       | 13.12         | 13.12         | As atualizações e o suporte de drivers foram interrompidos no AMD Catalyst 13.12 para placas de vídeo com suporte até DirectX 11.[carece de fontes?]                                           |
| Windows 7            | 9.3       | 18.9.3        | 22.6.1        | As atualizações e o suporte de drivers foram descontinuados para sistemas operacionais x86 na versão 18.9.3 e para x64 na versão 22.6.1.                                                       |
| Windows 8.1          | 12.8      | 17.1.2/17.7.1 | 17.1.2/17.7.1 | O suporte para atualizações de driver foi interrompido em 2017, embora ainda seja possível instalá-lo.                                                                                         |
| Windows 10           | 15.7      | 18.9.3        | suporte ativo | O suporte ao driver x86 foi descontinuado para focar apenas no x64. |
| Windows 11           | 21.9.1    | —             | suporte ativo | |

A partir da versão 4.9 (lançada em 4 de setembro de 2004), o pacote de driver Catalyst incluiu o ATI Catalyst Control Center, um novo aplicativo de software para manipular muitas funções de hardware, como configurações 3D, controles de monitor e opções de vídeo. Ele mostra uma pequena visualização 3D e permite que o usuário veja como as alterações nas configurações gráficas afetam a qualidade da imagem renderizada. Ele também mostra informações sobre o próprio cartão e os dados do software. Este aplicativo requer o Microsoft .NET Framework.
O Radeon Software 16.x e superior deixa de oferecer suporte a modelos de GPU baseados em TeraScale. O suporte ao Vulkan 1.0 foi introduzido no Radeon Software 16.3.2.
O Radeon Software 17.7.1 é o driver final para o Windows 8.1.
O Radeon Software 18.9.3 é o driver final para o Windows 7/10 de 32 bits.
O AMD Software 22.6.1 é o driver final para o Windows 7 (e Windows 8.1 não oficialmente); 22.6.1 também é o driver final para GPUs baseadas em GCN 1, GCN 2 e GCN 3.

### Problemas

#### Em plataformas Windows
- A quantidade de quadros renderizados à frente não pode ser ajustada
- O buffer triplo no D3D não pode ser forçado
- A sincronização vertical em muitos jogos no Windows 7 não pode ser desativada à força

#### Em plataformas Linux
- Não há suporte para HDTVs 3D.[carece de fontes?]

### Tecnologias relacionadas
- AMD CrossFire